# Abierto Mexicano de Tenis 2019 - Qualificazioni singolare maschile
Le qualificazioni del singolare maschile dell'Abierto Mexicano de Tenis 2019 sono state un torneo di tennis preliminare per accedere alla fase finale della manifestazione. I vincitori dell'ultimo turno sono entrati di diritto nel tabellone principale. In caso di ritiro di uno o più giocatori aventi diritto a questi sono subentrati i lucky loser, ossia i giocatori che hanno perso nell'ultimo turno ma che avevano una classifica più alta rispetto agli altri partecipanti che avevano comunque perso nel turno finale.

## Teste di serie
1. Jordan Thompson (spostato nel tabellone principale)
2. Bernard Tomić (ultimo turno, ritirato)
3. Ryan Harrison (qualificato)
4. Guillermo García López (ultimo turno, lucky loser)

1. Marcel Granollers (qualificato)
2. Alexei Popyrin (qualificato)
3. Adrián Menéndez Maceiras (ultimo turno)
4. Federico Gaio (qualificato)

## Qualificati
1. Federico Gaio
2. Alexei Popyrin

1. Ryan Harrison
2. Marcel Granollers

### Lucky loser
1. Guillermo García López

## Tabellone

### Legenda
| - Q = Qualificato - WC = Wild card - LL = Lucky loser | - ALT = Alternate - SE = Special Exempt - PR = Protected Ranking | - w/o = Walkover - r = Ritirato - d = Squalificato |

### Sezione 1
|  | Primo turno | Primo turno        | Primo turno        | Primo turno | Primo turno |  |  | Ultimo turno | Ultimo turno  | Ultimo turno | Ultimo turno | Ultimo turno |  |
|  |             |                    |                    |             |             |  |  |              |               |              |              |              |  |
|  | Alt         | Emilio Gómez       | Emilio Gómez       | 6           | 6           |  |  |              |               |              |              |              |  |
|  |             | Daniel Elahi Galán | Daniel Elahi Galán | 4           | 4           |  |  | Alt          | Emilio Gómez  | 1            | 6            | 6            |  |
|  | Alt         | Ante Pavić         | Ante Pavić         | 2           | 3           |  |  | 8            | Federico Gaio | 6            | 4            | 7            |  |
|  | 8           | Federico Gaio      | Federico Gaio      | 6           | 6           |  |  |              |               |              |              |              |  |

### Sezione 2
|  | Primo turno | Primo turno           | Primo turno | Primo turno | Primo turno |  |  | Ultimo turno | Ultimo turno   | Ultimo turno   | Ultimo turno   | Ultimo turno |  |
|  |             |                       |             |             |             |  |  |              |                |                |                |              |  |
|  | 2           | Bernard Tomić         | 6           | 5           | 6           |  |  |              |                |                |                |              |  |
|  | WC          | Lucas Gómez           | 1           | 7           | 0           |  |  | 2            | Bernard Tomić  | Bernard Tomić  | Bernard Tomić  |              |  |
|  |             | Roberto Ortega Olmedo | 2           | 0           | r           |  |  | 6            | Alexei Popyrin | Alexei Popyrin | Alexei Popyrin | w/o          |  |
|  | 6           | Alexei Popyrin        | 6           | 0           |             |  |  |              |                |                |                |              |  |

### Sezione 3
|  | Primo turno | Primo turno              | Primo turno              | Primo turno | Primo turno |  |  | Ultimo turno | Ultimo turno             | Ultimo turno             | Ultimo turno | Ultimo turno |  |
|  |             |                          |                          |             |             |  |  |              |                          |                          |              |              |  |
|  | 3           | Ryan Harrison            | Ryan Harrison            | 7           | 6           |  |  |              |                          |                          |              |              |  |
|  | WC          | Juan Alejandro Hernández | Juan Alejandro Hernández | 5           | 2           |  |  | 3            | Ryan Harrison            | Ryan Harrison            | 6            | 6            |  |
|  | WC          | Luis Patiño              | Luis Patiño              | 2           | 3           |  |  | 7            | Adrián Menéndez Maceiras | Adrián Menéndez Maceiras | 2            | 4            |  |
|  | 7           | Adrián Menéndez Maceiras | Adrián Menéndez Maceiras | 6           | 6           |  |  |              |                          |                          |              |              |  |

### Sezione 4
|  | Primo turno | Primo turno            | Primo turno            | Primo turno | Primo turno |  |  | Ultimo turno | Ultimo turno           | Ultimo turno | Ultimo turno | Ultimo turno |  |
|  |             |                        |                        |             |             |  |  |              |                        |              |              |              |  |
|  | 4           | Guillermo García López | Guillermo García López | 6           | 6           |  |  |              |                        |              |              |              |  |
|  |             | Roberto Cid Subervi    | Roberto Cid Subervi    | 3           | 3           |  |  | 4            | Guillermo García López | 4            | 6            | 1            |  |
|  |             | Kevin Krawietz         | Kevin Krawietz         | 5           | 4           |  |  | 5            | Marcel Granollers      | 6            | 3            | 6            |  |
|  | 5           | Marcel Granollers      | Marcel Granollers      | 7           | 6           |  |  |              |                        |              |              |              |  |